# 四牌楼 (兴化)

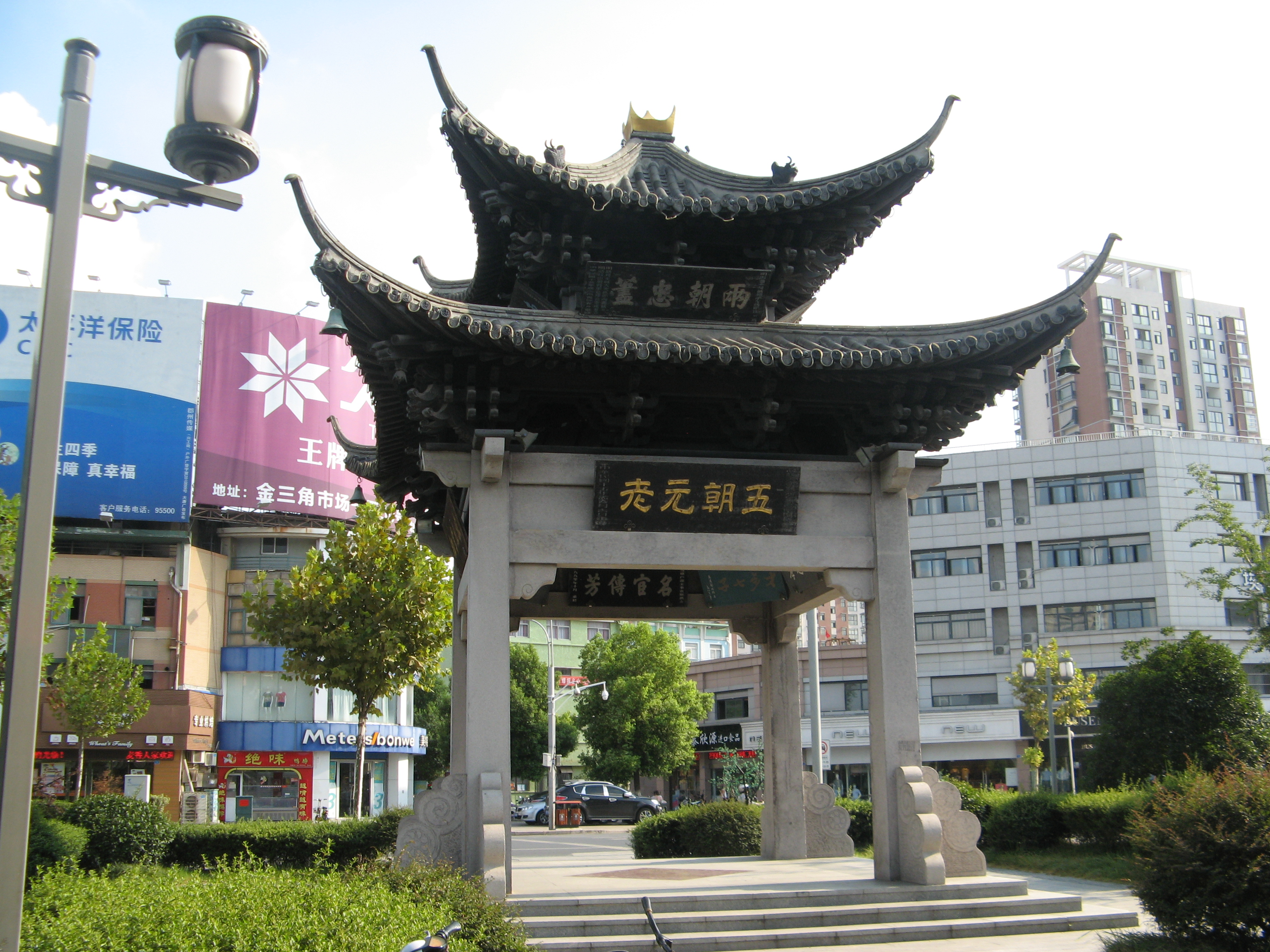
兴化四牌楼

四牌楼，位于江苏省泰州市兴化市城内牌楼路，是兴化古城象征。其建筑风格和陈列特色海内独一无二。四牌楼是个重檐攒尖顶的四柱四门牌坊，始建于明代，原名四攒坊，楼内悬挂了47块匾额，表彰兴化历史上的杰出人士。著名的如宗臣、李鱓、郑燮、魏应嘉、任大椿、刘熙载、高谷、李春芳、吴甡等人。